# 草堂駅
草堂駅（チョダンえき）は、大韓民国京畿道龍仁市器興区にある、龍仁軽電鉄の駅である。駅番号は(Y115)。

## 駅構造
相対式ホーム2面2線を有する高架駅。　

### のりば
- のりばの番号は存在しない。

| 上り | ●龍仁軽電鉄 | 器興行き               |
| 下り | ●龍仁軽電鉄 | 前垈・エバーランド方面 |

## 駅周辺
- ウェストミンスター神学大学院大学校
- 韓国輸出入銀行人材開発院
- 草堂初等学校

## 歴史
- 2013年4月26日 - 開業。

## 隣の駅
龍仁軽電鉄
●龍仁軽電鉄
東栢駅 (Y114) - 草堂駅 (Y115) - 三街駅 (Y116)